# Campina Grande do Sul
Campina Grande do Sul ist ein brasilianisches Munizip im Südosten des Bundesstaats Paraná. Es hatte 2021 geschätzt 44.072 Einwohner, die sich Campinenser-do-Sul nennen. Seine Fläche beträgt 539 km². Es liegt 884 Meter über dem Meeresspiegel.

## Etymologie
1666: Campina Grande (deutsch: Weite Flur, großes offenes Land)
1873: Gründung der Pfarrei unter dem Namen Campina Grande
1883: Erhebung zur Vila unter dem Namen Campina Grande
1890: Umbenennung in Glicério
1891: Rückbenennung in Campina Grande
1943: Umbenennung in Timbu
1951: Erhebung zum Munizip unter dem Namen Timbu
1956: Umbenennung in Campina Grande do Sul (mit Zusatz do Sul zur Unterscheidung vom Munizip Campina Grande in Paraíba).

## Geschichte

### Besiedlung
Im Jahr 1666 wurde das Dorf Campina Grande gegründet. Es war eine kleine Region, die zur Gemeinde Arraial Queimado (heute: Bocaiuva do Sul) gehörte.
Die Pfarrei wurde 1873 gegründet, die Kirche wurde dem heiligen Johannes dem Täufer geweiht.
Im Jahr 1880 wurde die Campina Grande in Vila Glycerio umbenannt. Schon im Folgejahr forderten die Einwohner von Vila Glycerio die Änderung des Ortsnamens, der nun wieder Vila da Campina Grande lautete. 1883 wurde die Gemeinde Campina Grande zur Vila erhoben und von der Gemeinde Arraial Queimado abgetrennt. Im Jahr 1956 wurde die Gemeinde auf Wunsch der Bevölkerung wieder in Campina Grande do Sul umbenannt.

### Erhebung zum Munizip
Campina Grande do Sul wurde durch das Staatsgesetz Nr. 790 vom 14. November 1951 aus Piraquara ausgegliedert und in den Rang eines Munizips erhoben. Es wurde am 14. Dezember 1952 als Munizip installiert.

## Geografie

### Fläche und Lage
Campina Grande do Sul liegt auf dem Primeiro Planalto Paranaense (der Ersten oder Curitiba-Hochebene von Paraná). Seine Fläche beträgt 539 km². Es liegt auf einer Höhe von 884 Metern.

### Vegetation
Das Biom von Campina Grande do Sul ist Mata Atlântica.

### Klima
Das Klima ist gemäßigt warm. Es werden hohe Niederschlagsmengen verzeichnet (2140 mm pro Jahr). Im Jahresdurchschnitt liegt die Temperatur bei 17,5 °C. Die Klimaklassifikation nach Köppen und Geiger lautet Cfa.

### Gewässer
Campina Grande do Sul liegt im Einzugsgebiet des Rio Ribeira. Zu ihm fließt der Rio Capivari, der im Nordosten des Munizips in den rechten Ribeira-Nebenfluss Rio Pardo (Ribeira) mündet.

### Straßen
Campina Grande do Sul liegt an der BR-116 zwischen Curitiba und São Paulo. Von ihr zweigt die Estrada da Graciosa ab, die nach Antonina in der Küstenebene führt, heute aber nur noch touristischen Zwecken dient.

### Nachbarmunizipien
|         | Bocaiúva do Sul                             | Barra do Turvo (SP)   |
| Colombo | Kompassrose, die auf Nachbargemeinden zeigt | Guaraqueçaba          |
|         | Quatro Barras                               | Morretes und Antonina |

## Stadtverwaltung
Bürgermeister: Bihl Elerian Zanetti, PSD (2021–2024)
Vizebürgermeisterin: Belenice Koffke Buf Rotini, PSB (2021–2024)

## Demografie

### Bevölkerungsentwicklung
| Jahr | Einwohner | Stadt | Land |
| ---- | --------- | ----- | ---- |
| 1960 | 7.982     | 4 %   | 96 % |
| 1970 | 7.891     | 4 %   | 96 % |
| 1980 | 9.800     | 39 %  | 61 % |
| 1991 | 19.343    | 66 %  | 34 % |
| 2000 | 34.566    | 75 %  | 25 % |
| 2010 | 38.769    | 82 %  | 18 % |
| 2021 | 44.072    |       |      |

Quelle: IBGE, bis 2010: Volkszählungen und für 2021: Schätzung

### Ethnische Zusammensetzung
| Gruppe * | 1991    | 2000    | 2010    | wer sich als …                                                                   |
| --- | ------- | ------- | ------- | -------------------------------------------------------------------------------- |
| Weiße | 81,2 %  | 79,4 %  | 70,2 %  | weiß bezeichnet                                                                  |
| Schwarze | 1,4 %   | 2,9 %   | 4,1 %   | schwarz bezeichnet                                                               |
| Gelbe | 0,0 %   | 0,0 %   | 0,4 %   | von fernöstlicher Herkunft wie japanisch, chinesisch, koreanisch etc. bezeichnet |
| Braune | 17,3 %  | 16,6 %  | 25,2 %  | braun oder als Mischung aus mehreren Gruppen bezeichnet                          |
| Indigene | 0,0 %   | 0,6 %   | 0,1 %   | Ureinwohner oder Indio bezeichnet                                                |
| ohne Angabe | 0,0 %   | 0,6 %   | 0,0 %   |                                                                                  |
| Gesamt | 100,0 % | 100,0 % | 100,0 % |                                                                                  |
| *) Anmerkung: Das IBGE verwendet für Volkszählungen ausschließlich diese fünf Gruppen. Es verzichtet bewusst auf Erläuterungen. Die Zugehörigkeit wird vom Einwohner selbst festgelegt. |         |         |         |                                                                                  |

Quelle: IBGE (Stand: 1991, 2000 und 2010)

## Wirtschaft

### Kennzahlen
Mit einem Bruttoinlandsprodukt pro Einwohner von 36.457,57 R$ (rund 8.100 €) lag Campina Grande do Sul 2019 an 111. Stelle der 399 Munizipien Paranás.
Sein hoher Index der menschlichen Entwicklung von 0,718 (2010) setzte es auf den 136. Platz der paranaischen Munizipien.